# Rajić (Novszka)
Rajić (1981-ig Donji és Gornji Rajić) falu Horvátországban, Sziszek-Monoszló megyében. Közigazgatásilag Novszkához tartozik.

## Fekvése
Sziszek városától légvonalban 61, közúton 77 km-re, községközpontjától 11 km-re délkeletre, az A3-as autópálya mentén, Roždanik és Borovac között fekszik. Novszka után a község legnagyobb és legnépesebb települése.

## Története
A térség a török kiűzését követően a 17. század végén népesült be. Donji Rajićra többségben pravoszláv, az északabbra fekvő Gornji Rajićra többségben katolikus lakosság érkezett. Gornji Rajić kezdetben az 1700 körül alapított jazavicai plébániához tartozott. Miután az egyik határőr ezredparancsnokság Rajićra került a település vette át a vezető szerepet a térség települései között. Ekkor még egy Szent Péter és Pál apostolok tiszteletére szentelt templom állt a településen. 1776-ban kezdődött meg a Szent Tamás templom építése, majd 1780 után a katolikus plébániát is ide költöztették.
1773-ban az első katonai felmérés térképén a két település „Dorf Dolnie Raych”, illetve „Dorf Gornie Raych” néven szerepel. Donji Rajić szerb pravoszláv templomát 1813-ban építették. Rajićnak 1857-ben 962, 1910-ben 1902 lakosa volt. Pozsega vármegye Novszkai járásához tartozott. 1918-ban az új szerb-horvát-szlovén állam, majd később Jugoszlávia része lett. A II. világháború idején a Független Horvát Állam része volt. Az usztasák a pravoszláv templomot lerombolták, a szerb férfilakosságból sokakat koncentrációs táborba hurcoltak, ahol meggyilkolták őket. A háború után enyhült a szegénység és sok ember talált munkát a közeli városokban. Donji és Gornji Rajićot 1981-ben egyesítették. 1991-ben a délszláv háború előestéjén lakosságának 57%-a szerb, 36%-a horvát nemzetiségű volt. 1991. június 25-én a független Horvátország része lett, de rövidesen elfoglalták a JNA csapatai és csak 1995 május elején, a „Blijesak” hadművelet keretében foglalta vissza a horvát hadsereg. A szerb lakosság nagyrészt elmenekült. A településnek 2011-ben 875 lakosa volt.

## Népesség
| Lakosság változása | Lakosság változása | Lakosság változása | Lakosság változása | Lakosság változása | Lakosság változása | Lakosság változása | Lakosság változása | Lakosság változása | Lakosság változása | Lakosság változása | Lakosság változása | Lakosság változása | Lakosság változása | Lakosság változása | Lakosság változása |
| ------------------ | ------------------ | ------------------ | ------------------ | ------------------ | ------------------ | ------------------ | ------------------ | ------------------ | ------------------ | ------------------ | ------------------ | ------------------ | ------------------ | ------------------ | ------------------ |
| 1857               | 1869               | 1880               | 1890               | 1900               | 1910               | 1921               | 1931               | 1948               | 1953               | 1961               | 1971               | 1981               | 1991               | 2001               | 2011               |
| 962                | 1.095              | 1.209              | 1.530              | 1.645              | 1.902              | 1.852              | 1.975              | 1.605              | 1.708              | 1.879              | 1.703              | 1.545              | 1.424              | 969                | 875                |

## Nevezetességei
- Gornji Rajić Szent Tamás apostol tiszteletére szentelt római katolikus plébániatemploma[4] 1776-ban épült barokk stílusban, felszentelése 1821-ben történt. Egyhajós épület négyszögletes alaprajzzal, félköríves szentéllyel. Homlokzatát két, fülkében elhelyezett szobor díszíti, felette a harangtorony áll. Az épület kőből és téglából készült, nyeregtetős, hódfarkú cseréppel fedett. A harangtornyot 1892-ben és 1966-ban is felújították. Barokk toronysisakját 1892-ben kapta. A délszláv háború idején 1992 februárjában a szerb erők földig rombolták, ezért a háború után teljesen újjá kellett építeni.
- Donji Rajić Urunk Színeváltozása tiszteletére szentelt pravoszláv parochiális temploma 1813-ban épült. 1941-ben az usztasák lerombolták. Újjáépítése 1983-tól 1990-ig tartott. A délszláv háború során 1991-ben súlyos károkat szenvedett, majd 1995 májusában a falut visszafoglaló horvát csapatok újra lerombolták. A háború után eredeti formájában építették újjá.